# Jorge García Isaza
Jorge García Isaza CM (* 2. Juli 1928 in Manizales; † 16. August 2016 in Cali) war ein kolumbianischer Ordensgeistlicher und Apostolischer Vikar von Tierradentro.

## Leben
Jorge García Isaza trat der Ordensgemeinschaft der Lazaristen bei und empfing am 14. Februar 1954 die Priesterweihe.
Papst Johannes Paul II. ernannte ihn am 5. Mai 1989 zum Apostolischen Präfekten von Tierradentro. Mit der Erhebung der Apostolischen Präfektur zum Apostolischen Vikariat am 17. Februar 2000 wurde er zu dessen erstem Apostolischen Vikar und zum Titularbischof von Budua ernannt. Der Bischof von Caldas, Germán Garcia Isaza CM, spendete ihm am 26. März desselben Jahres die Bischofsweihe; Mitkonsekratoren waren Erzbischof Beniamino Stella, Apostolischer Nuntius in Kolumbien, und Iván Antonio Marín López, Erzbischof von Popayán. Am 25. April 2003 nahm Papst Johannes Paul II. seinen altersbedingten Rücktritt an.